# Mikołaj Kamieniecki
Mikołaj Kamieniecki herbu Pilawa (ur. 1460 w Zamku Kamieniec w Odrzykoniu koło Krosna, zm. 15 kwietnia 1515 w Krakowie) – hetman wielki koronny w latach 1503–1515, wojewoda krakowski od 1507 roku, wojewoda sandomierski od 1505 roku, kasztelan sandomierski od 1501 roku, starosta generalny krakowski w latach 1495–1515, starosta bełski od 1493 roku, starosta sanocki w latach 1493–1515.

## Pochodzenie i ślub Mikołaja Kamienieckiego
Był najstarszym synem kasztelana sanockiego Henryka Kamienieckiego i Katarzyny Pieniążkówny. Jego młodszym bratem był Marcin Kamieniecki. Ślub wziął 15 marca 1510 r. z Anną Tarnowską z Melsztyna herbu Leliwa (1463-10 kwietnia 1521) – córką Spytka Tarnowskiego z Melsztyna i Katarzyny Giżyckiej.

## Posiadłości Mikołaja Kamienieckiego
Odziedziczył zamek Kamieniec oraz Odrzykoń, Węglówki, Kombornię, Wole Komborską, Jabłonicę, Malinówkę i wójtostwo szymbarskie. W 1512 roku założył wieś Komańczę (osadę Komanów) na prawie wołoskim.

## Kariera na dworze królewskim
W latach 1484–1515 przebywał na dworach królów Kazimierza Jagiellończyka, Jana Olbrachta i Zygmunta I Starego. Był kolejno: kasztelanem sandomierskim, sanockim (1493–1514), hetmanem małopolskim oraz pierwszym w historii wojska koronnego hetmanem wielkim koronnym. W 1505 mianowany został wojewodą sandomierskim, a w 1507 wojewodą krakowskim.

## Udział w bitwach
Uczestniczył w wielu wyprawach orężnych, m.in. w 1494 – brał udział w bitwie z Tatarami, a w 1506 wkroczył do Mołdawii i rozbił pod Czerniowcami oddział perkułaba Kopacza. W 1509 spustoszył część Hospodarstwa Mołdawskiego, 2 tygodnie bezskutecznie oblegał Jassy, a 4 października 1509 w drodze powrotnej ponownie zwyciężył wojska hospodara w bitwie pod Chocimiem. 28 kwietnia 1512 wraz z Konstantym Ostrogskim (hetmanem wielkim litewskim) pokonał Tatarów w bitwie pod Łopusznem (zwanej bitwą pod Wiśniowcem) mając do dyspozycji 5000 kawalerii, wyciął w pień 24 tysiące Tatarów, odbijając przy tym kilkanaście tysięcy osób wziętych w jasyr.
Zmarł 15 kwietnia 1515 w Krakowie. Pochowany został w katedrze wawelskiej, zapewne w kaplicy św. Mikołaja.